# Campionati europei di canoa/kayak sprint 2014
I Campionati europei di canoa/kayak sprint 2014 sono stati la 26ª edizione della manifestazione. Si sono svolti a Brandeburgo sulla Havel, in Germania, dal 10 al 13 luglio 2014.

## Medagliere
| Pos.   | Paese         | Oro | Argento | Bronzo | Totale |
| ------ | ------------- | --- | ------- | ------ | ------ |
| 1      | Ungheria      | 8   | 5       | 0      | 13     |
| 2      | Germania      | 6   | 3       | 2      | 11     |
| 3      | Bielorussia   | 4   | 2       | 2      | 8      |
| 4      | Russia        | 3   | 3       | 7      | 13     |
| 5      | Rep. Ceca     | 2   | 0       | 1      | 3      |
| 6      | Portogallo    | 1   | 0       | 5      | 6      |
| 7      | Bulgaria      | 1   | 0       | 2      | 3      |
| 8      | Serbia        | 1   | 0       | 1      | 2      |
| 9      | Danimarca     | 0   | 3       | 0      | 3      |
| 10     | Polonia       | 0   | 2       | 1      | 3      |
| 11     | Francia       | 0   | 2       | 0      | 2      |
| 12     | Gran Bretagna | 0   | 1       | 1      | 2      |
| 12     | Romania       | 0   | 1       | 1      | 2      |
| 12     | Slovacchia    | 0   | 1       | 1      | 2      |
| 12     | Ucraina       | 0   | 1       | 1      | 2      |
| 16     | Spagna        | 0   | 1       | 0      | 1      |
| 16     | Svezia        | 0   | 1       | 0      | 1      |
| 18     | Lituania      | 0   | 0       | 1      | 1      |
| Totale | Totale        | 26  | 26      | 26     | 78     |

## Podi

### Uomini
| Evento    | Oro                                                                                  | Tempo     | Argento                                                              | Tempo     | Bronzo                                                                 | Tempo     |
| Canoa     |                                                                                      |           |                                                                      |           |                                                                        |           |
| C1 200 m  | Aleksej Korovaškov                                                                   | 42"440    | Alfonso Benavides                                                    | 43"033    | Hélder Silva                                                           | 43"418    |
| C1 500 m  | Martin Fuksa                                                                         | 1'50"443  | Sebastian Brendel                                                    | 1'50"591  | Dzjanis Haraža                                                         | 1'51"700  |
| C1 1000 m | Sebastian Brendel                                                                    | 3'54"822  | Attila Vajda                                                         | 3'55"577  | Viktor Melant'ev                                                       | 3'57"676  |
| C1 5000 m | Sebastian Brendel                                                                    | 21'48"823 | Eduard Šemetylo                                                      | 22'47"687 | Pavel Petrov                                                           | 22'53"951 |
| C2 200 m  | Russia Aleksej Korovaškov Ivan Štyl'                                                 | 37"570    | Germania Robert Nuck Stefan Holtz                                    | 38"450    | Romania Alexandru Dumitrescu Victor Mihalachi                          | 39"124    |
| C2 500 m  | Russia Aleksej Korovaškov Ivan Štyl'                                                 | 1'41"067  | Romania Alexandru Dumitrescu Victor Mihalachi                        | 1'43"223  | Polonia Tomasz Kaczor Vincent Słomiński                                | 1'43"974  |
| C2 1000 m | Ungheria Henrik Vasbányai Róbert Mike                                                | 3'31"449  | Russia Aleksej Korovaškov Il'ja Pervuchin                            | 3'32"788  | Rep. Ceca Jaroslav Radoň Filip Dvořák                                  | 3'35"467  |
| C4 1000 m | Bielorussia Dzmitryj Rabčanka Dzmitryj Vajciškin Dzjanis Haraža Aljaksandr Vaučetski | 3'17"912  | Ungheria András Vass Tamás Kiss Pál Sarudi Dávid Varga               | 3'19"316  | Ucraina Denys Kovalenko El'nur Achadov Dmytro Jančuk Taras Myšuk       | 3'20"007  |
| Kayak     |                                                                                      |           |                                                                      |           |                                                                        |           |
| K1 200 m  | Marko Dragosavljević                                                                 | 35"841    | Ed McKeever                                                          | 36"029    | Jurij Postrigaj                                                        | 36"050    |
| K1 500 m  | Tom Liebscher                                                                        | 1'40"447  | René Holten Poulsen                                                  | 1'41"382  | Miroslav Kirčev                                                        | 1'42"155  |
| K1 1000 m | Aleh Jurėnia                                                                         | 3'27"455  | René Holten Poulsen                                                  | 3'28"711  | Max Hoff                                                               | 3'30"388  |
| K1 5000 m | Max Hoff                                                                             | 19'47"102 | René Holten Poulsen                                                  | 19'48"893 | Fernando Pimenta                                                       | 19'54"713 |
| K2 200 m  | Germania Ronald Rauhe Tom Liebscher                                                  | 31"797    | Russia Jurij Postrigaj Aleksandr D'jačenko                           | 32"245    | Lituania Aurimas Lankas Edvinas Ramanauskas                            | 32"527    |
| K2 500 m  | Portogallo Emanuel Silva João Ribeiro                                                | 1'31"030  | Francia Sébastien Jouve Maxime Beaumont                              | 1'31"342  | Bielorussia Raman Pjatrušėnka Vadzim Machneŭ                           | 1'31"378  |
| K2 1000 m | Germania Max Rendschmidt Marcus Groß                                                 | 3'06"792  | Francia Arnaud Hybois Étienne Hubert                                 | 3'07"306  | Slovacchia Erik Vlček Juraj Tarr                                       | 3'07"905  |
| K4 1000 m | Rep. Ceca Daniel Havel Josef Dostál Lukáš Trefil Jan Štěrba                          | 2'54"824  | Slovacchia Marek Krajkovic Matej Michálek Gábor Jakubík Viktor Demin | 2'55"179  | Portogallo Fernando Pimenta Emanuel Silva João Ribeiro David Fernandes | 2'56"932  |

### Donne
| Evento    | Oro                                                           | Tempo     | Argento                                                                         | Tempo     | Bronzo                                                            | Tempo     |
| Canoa     |                                                               |           |                                                                                 |           |                                                                   |           |
| C1 200 m  | Stanilija Stamenova                                           | 48"702    | Zsanett Lakatos                                                                 | 50"030    | Irina Andreeva                                                    | 50"634    |
| C2 500 m  | Ungheria Zsanett Lakatos Kincsö Takács                        | 2'05"875  | Bielorussia Daryna Kasciučėnka Vol'ha Klimava                                   | 2'06"084  | Russia Natal'ja Marasanova Olesja Romasenko                       | 2'10"988  |
| Kayak     |                                                               |           |                                                                                 |           |                                                                   |           |
| K1 200 m  | Danuta Kozák                                                  | 43"103    | Elena Terechova                                                                 | 43"533    | Teresa Portela                                                    | 43"722    |
| K1 500 m  | Danuta Kozák                                                  | 1'51"057  | Franziska Weber                                                                 | 1'52"300  | Teresa Portela                                                    | 1'52"760  |
| K1 1000 m | Tamara Csipes                                                 | 3'56"643  | Sofia Paldanius                                                                 | 3'56"700  | Anastasija Charitonova                                            | 3'58"292  |
| K1 5000 m | Erika Medveczky                                               | 21'59"990 | Maryna Litvinčuk                                                                | 22'06"442 | Berenike Faldum                                                   | 22'08"019 |
| K2 200 m  | Bielorussia Marharyta Ciskevič Maryna Litvinčuk               | 38"208    | Ungheria Anna Kárász Ninetta Vad                                                | 38"264    | Gran Bretagna Jessica Walker Angela Hannah                        | 38"289    |
| K2 500 m  | Ungheria Gabriella Szabó Tamara Csipes                        | 1'43"897  | Polonia Karolina Naja Beata Mikołajczyk                                         | 1'44"464  | Serbia Nikolina Moldovan Olivera Moldovan                         | 1'44"565  |
| K2 1000 m | Bielorussia Safija Jurčanka Aliaksandra Hryšyna               | 3'35"255  | Ungheria Erika Medveczky Alíz Sarudi                                            | 3'37"363  | Germania Sabrina Hering Steffi Krigerstein                        | 3'37"474  |
| K4 500 m  | Ungheria Gabriella Szabó Danuta Kozák Anna Kárász Ninetta Vad | 1'30"847  | Polonia Marta Walczykiewicz Ewelina Wojnarowska Karolina Naja Beata Mikołajczyk | 1'31"926  | Russia Elena Anyšina Kira Stepanova Vera Sobetova Natal'ja Lobova | 1'32"366  |